# Bockholmen (vid Dalsbruk, Kimitoön)
För andra betydelser, se Bockholmen (olika betydelser).
Bockholmen är en ö i Finland. Den ligger i Skärgårdshavet och i kommunen Kimitoön i den ekonomiska regionen  Åboland i landskapet Egentliga Finland, i den sydvästra delen av landet. Ön ligger omkring 52 kilometer söder om Åbo och omkring 140 kilometer väster om Helsingfors.
Öns area är 17,5 hektar och dess största längd är 0,7 kilometer i sydväst-nordöstlig riktning. Ön höjer sig omkring 30 meter över havsytan. I omgivningarna runt Bockholmen växer i huvudsak barrskog.